# Palaestina Secunda
Palaestina Secunda ali Palaestina II (slovensko Druga Palestina) je bila od leta 390 do leta 634–636, ko so jo osvojile muslimanske vojske, provinca Bizantinskega cesarstva. Druga Palestina je bila del Dieceze Vzhod, ki je v grobem obsegala notranjost Galileje, Izraelsko dolino, Bet-Šeansko dolino in pripadajoč del Transjordanije ter škofijo Pela južno od reke Jarmuk. Glavno mesto province je bil Bejt Šean (Skitopolis). Provinca je pod Bizantinci doživela vzpon krščanstva in bila hkrati cvetoče središče judovstva, potem ko so Rimljani zaradi uporov v 1. in 2. stoletju Jude pregnali iz Judeje.

## Zgodovina
Palestinska Sirija je bila ustanovljena v poznem Rimskem cesarstvu kot del Dieceze Vzhod, v katero so bile vključene tudi province Izavrija, Kilikija, Ciper (do leta 536), Evfrat, Mezopotamija, Osroena, Kele Sirija, Sirija Fenicija in Arabija. V Bizantinskem cesarstvu se je Kilikija razdelila na Prvo in Drugo Kilikijo, Palestinska Sirija na Prvo in Drugo Palestino in nazadnje v 6. stoletju še na Palestino Salutaris. Glavna mesta palestinskih provinc so bila  Skitopolis, Kafarnaum in Nazaret. 
V 5. in 6. stoletju so Bizantinci in njihovi krščanski zavezniki Gasanidi prevzeli pomembno vlogo pri zatiranju samarijanskih uporov v sosednji Prvi Palestini. Do 6. stoletja so Gasanidi oblikovali bizantinsko vazalno konfederacijo s prestolnico na Golanskem višavju, ki je tvorila tamponsko državo med Bizantinskim cesarstvom in arabskimi plemeni. 
Leta 614 je tako Prvo kot Drugo Palestino osvojila združena sasanidsko-judovska vojska. Vodja judovskih upornikov je bil Benjamin iz Tiberije, po srednjeveških virih in judovskem eksilarhu Nehemiji ben Hušielu "človek neizmernega bogastva". Dogodek je bil šok za krščansko družbo, saj je bilo po krščanskih virih tistega obdobja uničenih veliko cerkva. Po umiku perzijskih čet in kasnejši predaji lokalnih judovskih upornikov je bilo območje leta 628 za kratek čas ponovno priključeno k Bizantinskemu cesarstvu.
Bizantinski nadzor nad provinco je bil ponovno in nepovratno izgubljen leta 636 z muslimansko osvojitvijo Sirije. Kasneje je bila provinca grobo reorganizirana kot vojaško okrožje Jund al-Urdun v provinci Bilad al-Šam (Sirija) Rašidunskega kalifata. 

## Demografija
Pred 6. stoletjem je bila provinca Druga Palestina naseljena večinoma z Judi in mešanim grško in aramejsko govoreče prebivalstvom, ki je bilo večinoma krščansko. Judje so Galilejo in Golansko višavje izbrali za svoje središče po zatrtju Bar Kohbove vstaje v 2. stoletju. Skupnost je cvetela v 4. in 5. stoletju, ko je bizantinska oblast nad tem območjem oslabela, kar je lokalnemu prebivalstvu zagotovilo veliko avtonomije. 
V severovzhodnih delih province so bili naseljeni tudi poganski Iturejci, katerih večina je živela v sosednji Feniciji in Libanonu na severu. Krščanski arabski Gasanidi so se preselili v provinco iz Jemna v približno 4. in 5. stoletju in naselili Golansko višavje ter nekdanja ozemlja province Arabje, s čimer so v 6. stoletju ustvarili tamponsko od Bizanca odvisno kraljestvo s prestolnico na Gaulanitisu na severovzhodni meji Druge Palestine. 
V začetku 7. stoletja je provinca zaradi posledic bizantinsko-perzijske vojne in judovskega upora doživela precejšen demografski zlom. Po kratkotrajni obnovi bizantinske oblasti je muslimanska vojska povzročila beg precejšnjega dela kristjanov na sever, na ozemlje severne Sirije in Anatolije, kjer so še vedno vladali Bizantinci. 

## Verstva

### Judovstvo
Provinca Druga Palestina je bila v 4. in 5. stoletju cvetoče središče judovstva in mesto, kjer je bil sestavljen Jeruzalemski Talmud. Glavna judovska oblast, sanhedrin, je obstajala v Tiberiji do začetka 5. stoletja, ko so jo bizantinske oblasti odpravile. Zadnji Nasi (predsednik) sinedrija je bil Gamaliel VI., ki je umrl leta 425. Po njegovi smrti bizantinski cesar Teodozij II. ni dovolil imeti naslednika in je leta 429 ukinil patriarhat. 

### Krščanstvo
Konstantinova spreobrnitev v krščansko vero je sprožila dogodke, ki so obnovili Palestino kot glavno prizorišče razvoja krščanske cerkve, kakršna ni bila od leta 70. V nekaj galilejskih mestih, kot sta Seforis in Kafarnaum, je živelo le še nekaj judovskih heretikov in judovskih kristjanov. V začetku 4. stoletja je bizantinska oblast sprožila krščansko zanimanje za Sveto deželo tako, da se je lotila obsežnega programa pokroviteljstva, zlasti gradnje cerkva, ki je kristjane spodbujal k selitvi v Palestino. Manj uspešni so bili poskusi spreobrnitve Judov v krščanstvo s ponujanjem zaščite in nagrad. Sčasoma je Galileja zaradi krščanske naselitve v okolici Nazareta in Kafarnauma izgubila judovsko večino.

### Rimski kult in poganstvo
V zgodnjem bizantinskem obdobju je bilo tudi nekaj poganov, bodisi nekrščanskih Rimljanov in Grkov ali Iturejcev. 

## Gospodarstvo
Sodobni poznavalci se strinjajo, da je Druga Palestina, natančneje Galileja, proizvajala in izvažala velike količine zelo kakovostnega oljčnega olja. Galileja je bila dolga stoletja proizvajalka nafte, kar dokazuje že Jožef Flavij v 1. stoletju n. št. Rabinska literatura iz bizantinskega obdobja omenja galilejsko oljčno olje, pa tudi oljčno olje, pridelano v Kafarnaumu in Skitopolisu. Splošno bogastvo palestinsko-feničanske obale je omenjeno tudi v Expositio totius mundi et gentium (Opis sveta in ljudstev), napisanem med letoma 350 in 362. 